# Tidal stripping

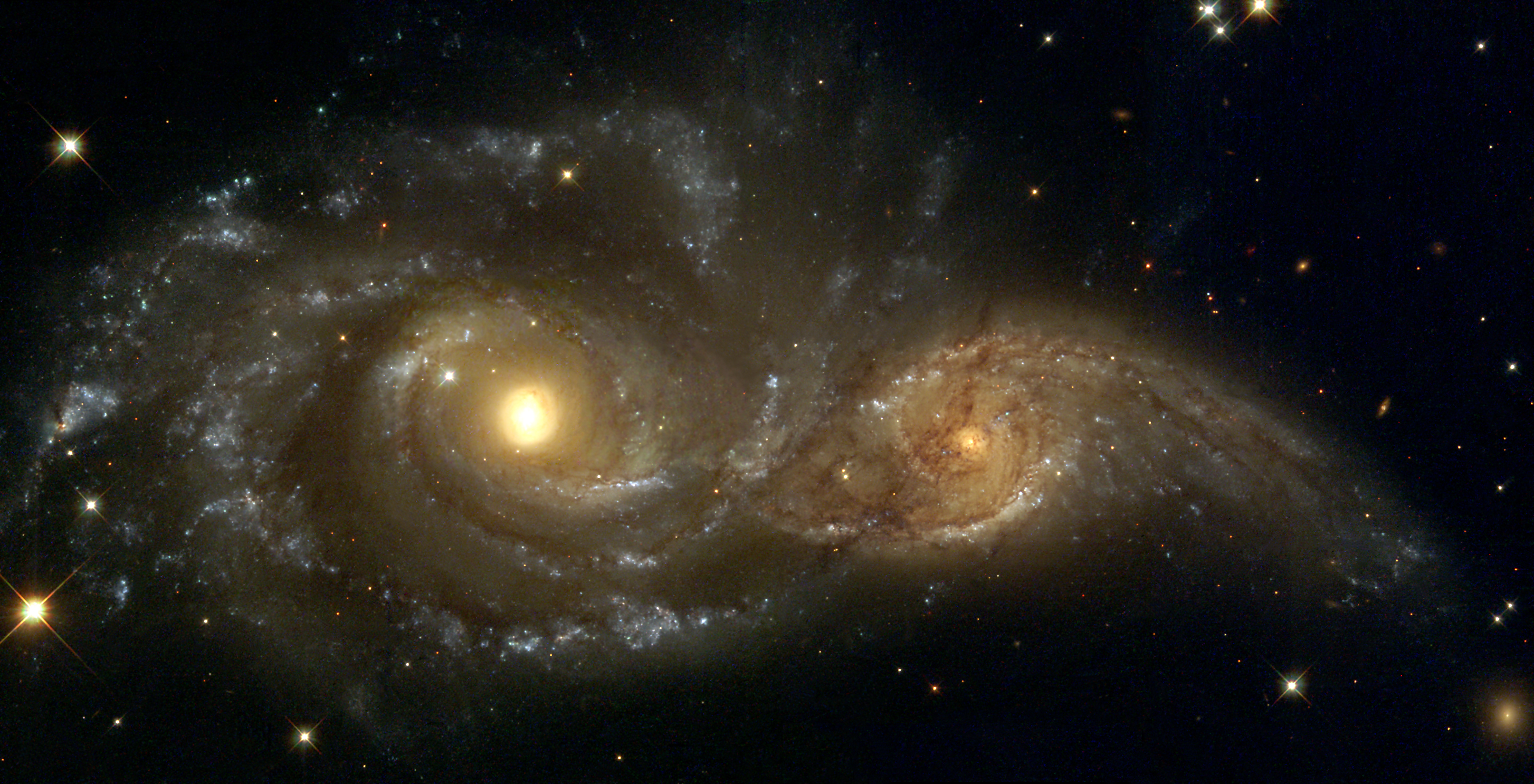
Thiên hà NGC 2207 đang kéo thiên hà IC 2163 dần về phía nó.

Tidal stripping (tạm dịch: tước thủy triều) là hiện tượng một thiên hà hút các ngôi sao cùng những vật chất sao từ một thiên hà khác có kích thước nhỏ hơn về phía nó dưới tác động của lực thủy triều.
Một ví dụ của trường hợp này là cặp thiên hà tương tác NGC 2207 và IC 2163.